# Orgy Of The Damned
Orgy of the Damned è il sesto album in studio solista del musicista britannico-americano Slash, pubblicato il 17 maggio 2024 tramite Gibson. L'album è un progetto collaborativo di cover blues con una varietà di musicisti e cantanti, tra cui Gary Clark Jr., Billy Gibbons, Chris Stapleton, Dorothy, Iggy Pop, Paul Rodgers, Demi Lovato, Brian Johnson, Steven Tyler, Chris Robinson, Tash Neal e Beth Hart.
L'album è stato preceduto dall'uscita di due singoli; le cover della canzone di Howlin' Wolf Killing Floor e della canzone dei Fleetwood Mac Oh Well sono state pubblicate rispettivamente l'8 marzo e il 12 aprile 2024.

## Tracce
1. The Pusher (feat. Chris Robinson) – 7:07 (Hoyt Axton)
2. Crossroads (feat. Gary Clark Jr.) – 5:34 (Robert Johnson)
3. Hoochie Coochie Man (feat. Billy Gibbons) – 6:43 (Willie Dixon)
4. Oh Well (feat. Chris Stapleton) – 4:33 (Peter Green)
5. Key to the Highway (feat. Dorothy) – 5:09 (Charlie Segar)
6. Awful Dream (feat. Iggy Pop) – 5:32 (Lightnin' Hopkins, Clarence Lewis, C Morgan Robinson)
7. Born Under a Bad Sign (feat. Paul Rodgers) – 5:00 (William Bell, Booker T. Jones)
8. Papa Was a Rolling Stone (feat. Demi Lovato) – 7:52 (Norman Whitfield, Barrett Strong)
9. Killing Floor (feat. Brian Johnson, Steven Tyler) – 4:18 (Chester Burnett)
10. Living for the City (feat. Tash Neal) – 6:52 (Stevie Wonder)
11. Stormy Monday (feat. Beth Hart) – 7:58 (Aaron Walker)
12. Metal Chestnut – 3:01 (Slash)